# Noe Ramixvili
Noe Ramishvili (georgià ნოე რამიშვილი) amb el nom trasliterat com a Noah o Noi) (1881 - 7 de desembre, 1930) fou un polític georgià i un dels líders de l'ala menxevic del Partit Obrer Socialdemòcrata Rus. També fou conegut en el seu partit amb els malnoms de Pyotr, i Semyonov N.
Es va unir al PSDTR el 1902 i aviat esdevingué el portaveu més destacat dels menxevics. Després de la Revolució russa de 1917 esdevingué un dels líders del Sovbiet Nacional Georgià i el 22 d'abril de 1918 fou nomenat ministre d'interior de la Federació de Transcaucàsia, formada per Geòrgia, Armènia, i l'Azerbaidjan.
El 26 de maig de 1918, Geòrgia esdevingué un estat independent com a República Democràtica de Geòrgia. Ramishvili en fou escollit cap de govern fins que fou substituït pel seu col·laborador, Noe Jordània el 24 de juny de 1918. En el nou govern, Ramishvili acceptà el càrrec de ministre d'interior. Des de març del 1919, simultanejà els càrrecs de ministre d'educació i de defensa. Fou criticat freqüentment per l'oposició georgiana per la dura repressió que va dur a terme contra les revoltes de camperols de 1918 i 1919; però se'n va sortir en el seu propòsit de prevenir una revolta bolxevic a gran escala. Després que l'Exèrcit Roig invadís Georgia entre febrer i març del 1921, Ramishvili emigrà a França, però continuà conspirant contra les autoritats bolxevics. Patrocinà la preparació de l'aixecament d'agost a Geòrgia de 1924, que fou un fracàs i provocà una forta repressió contra els nobles i intel·lectuals georgians.
Ramishvili fou un dels líders més destacats del moviment antisoviètic Lliga de Prometeu, subvencionada per Polònia. El 1930, fou assassinat a París per un espia bolxevic.